# Мустек (станція метро)
Мустек (чеськ. Můstek — Мостик) — станція празького метрополітену. Отримала свою назву по прилеглій вулиці На мустку (Na můstku), що проходить по колишньому середньовічному містку через рів навколо Старого Міста.
Станція без колійного розвитку.
Виходи до Вацлавської площі.

## Лінія A
Станція розташована на лінії A, між станціями «Староместська» та «Музеум». Була відкрита 12 серпня 1978 року у складі ділянки «Дейвіцька» — «Наместі Миру».

## Лінія B
Розташована між станціями «Наместі Републіки» і «Народні тршіда».
Станція була відкрита 2 листопада 1985 року у складі пускової дільниці лінії B.

## Фотографії

Лінія A
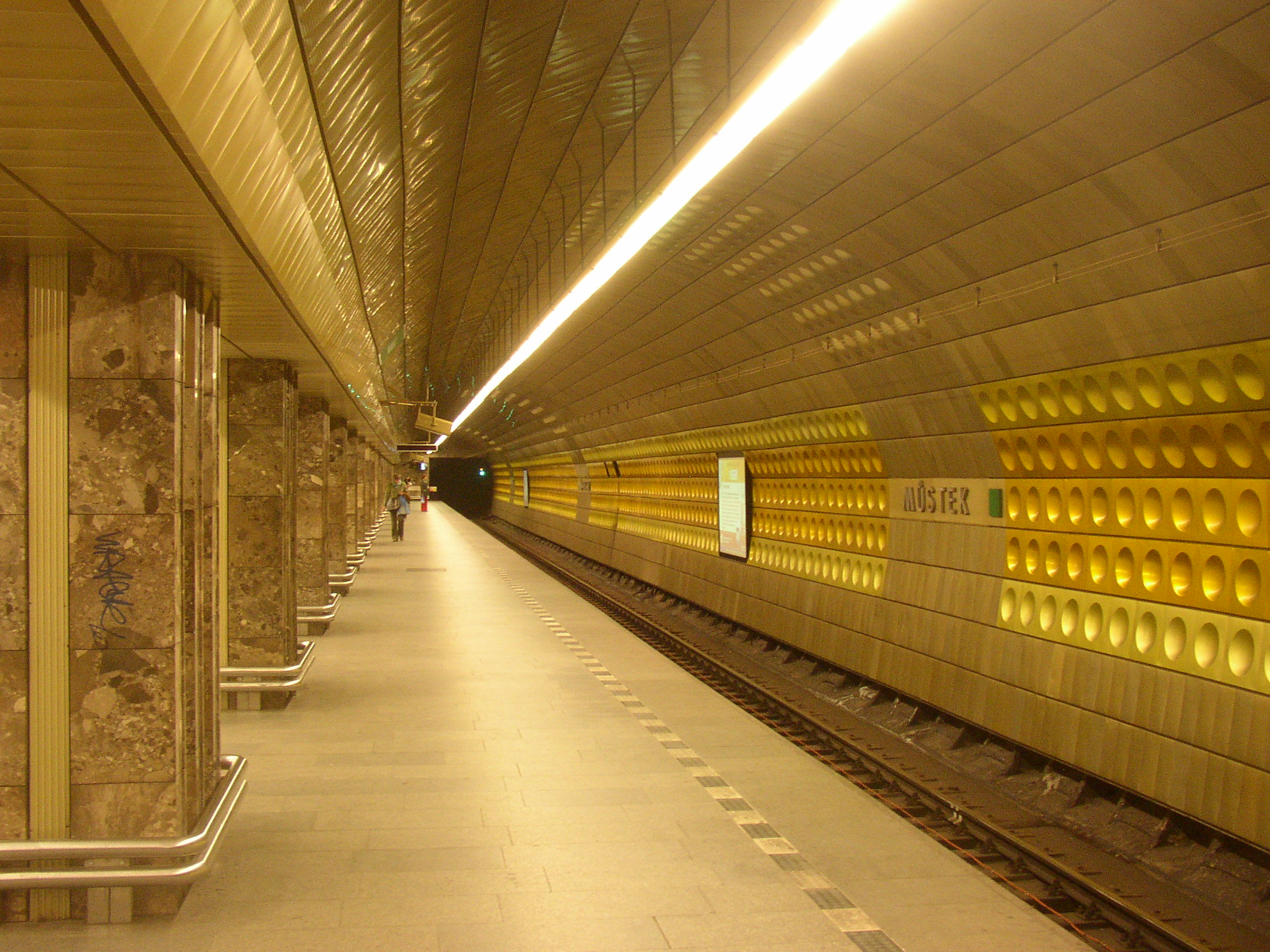
Посадкова платформа
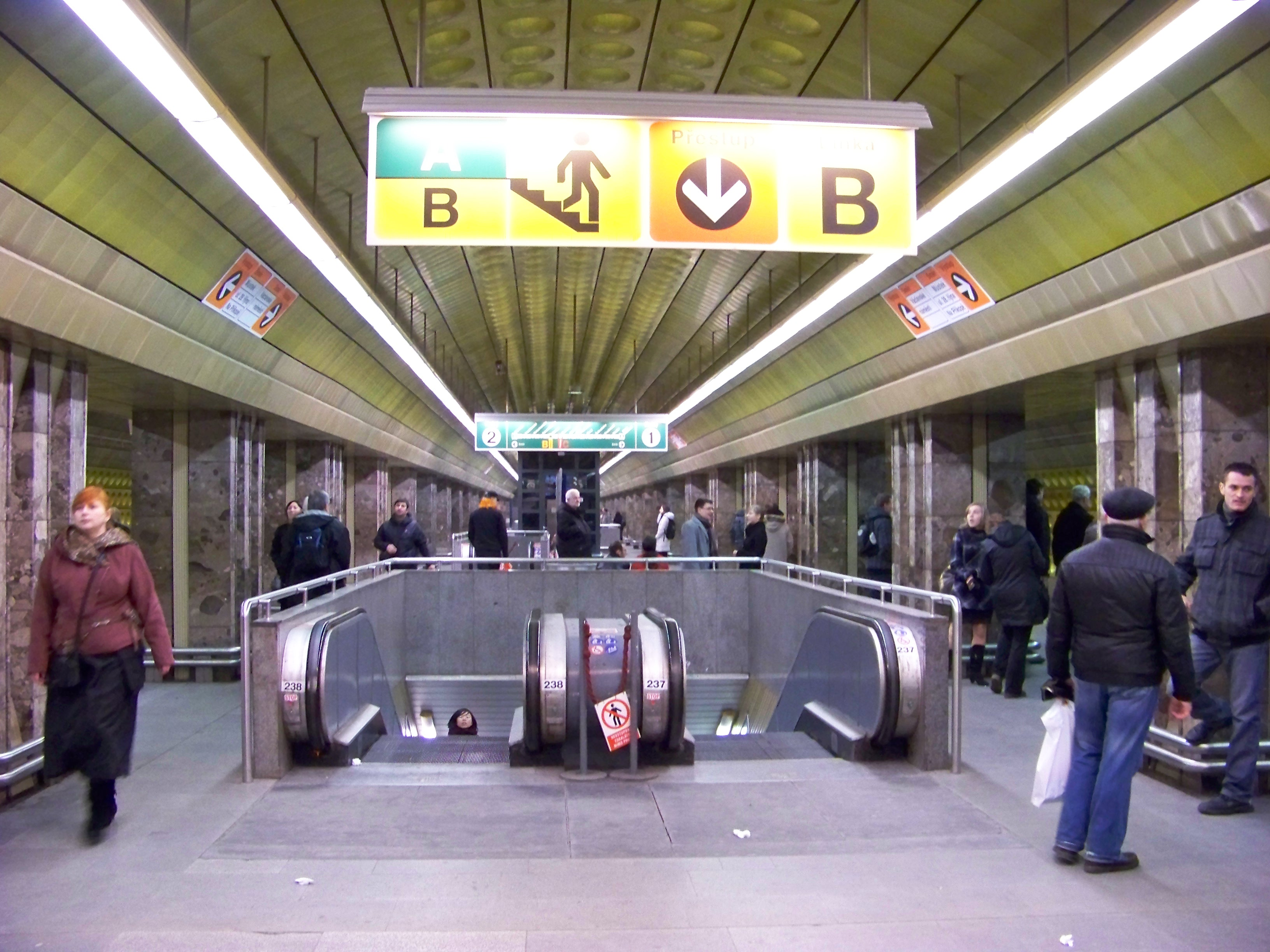
Ескалатори переходу з ярусу на ярус